# Free Radicals
Pour le documentaire français de 2011, voir Free Radicals, une histoire du cinéma expérimental.
Pour plus de détails, voir Fiche technique et Distribution.
Free Radicals est un court film d'animation du réalisateur expérimental Len Lye. Entamé en 1958 et terminé en 1979, Lye a créé ce film en grattant directement la pellicule. Les « formes en mouvement » qui en résultent sont accompagnées par une musique de la tribu Barma du Tchad.
En 2008, ce film a été ajouté au National Film Registry américain.
Free Radicals apparaît sur le DVD Rhythms, un recueil de courts-métrages de Lye.
Dans Experimental Animation : the origins of a new art, des souvenirs de Len Lye à propos de la création de Free Radicals sont cités :

« J'ai créé Free Radicals sur une pellicule noire 16 mm, que vous pouvez obtenir de DuPont. J'ai pris un burin, plusieurs sortes d'aiguilles. (Mon échantillon incluait des pointes de flèche pour le romantisme.) Vous fixez les bords avec une bande de scotch et vous vous mettez à travailler en grattant la matière. […] Vous tenez votre main à la bonne hauteur et faites comme si vous apposiez votre signature. Cela dure une éternité. Vous pouvez avoir une conception pictographique dans votre tête et faire un petit dessin. Vous ne pouvez pas voir ce que vous faites parce que votre main fait écran. C'est pourquoi ces choses ont cet aspect spastique. »